# Дадли
Дадли (енгл. Dudley) је град у Уједињеном Краљевству у Енглеској. Према процени из 2007. у граду је живело 200.668 становника.

## Становништво
Према процени, у граду је 2008. живело 200.668 становника.
| 1981.   | 1991.   | 2001.   |
| ------- | ------- | ------- |
| 186,513 | 192,171 | 194,919 |